# Валекарди (Казерта)
Валекарди је насеље у Италији у округу Казерта, региону Кампанија.
Према процени из 2011. у насељу је живело 26 становника. Насеље се налази на надморској висини од 445 м.